# Contea di Huangling
La contea di Huangling (黄陵县S, Huánglíng XiànP) è una contea della Cina, situata nella provincia dello Shaanxi e amministrata dalla prefettura di Yan'an.